# VMG-27
VMG 27 (нем. Vollmer Maschinengewehr 1927) — ручной пулемёт разработанный Генрихом Фольмером в 1927 году.

## История
Разработку пулемёта Фольмер начал в 1916 году, а рабочий образец оружия был получен в 1927 году. В отличие от других пулемётов Германии, VMG был проще в конвейерной сборке, так как имел 78 деталей, тогда как когда другие пулемёты тех времён состояли более чем из 200 деталей. Работал VMG на коротком ходе затвора и имел предохранитель. Заправлялся 50-зарядным барабанным магазином, что делало его перезарядку простым действием. Тем не менее, оружие не было принято на вооружение Германии.